# Callidium antennatum
 Callidium antennatum  (englisch Blackhorned Pine Borer) ist ein Käfer aus der Familie der Bockkäfer, der in weiten Teilen von Nordamerika verbreitet ist.

## Merkmale
Die Käfer werden 11 bis 14 Millimeter lang und sind deutlich abgeflacht. Die Deckflügel (Elytren) und der Halsschild sind glänzend blau- bis violettschwarz gefärbt. Die Antennen sind kürzer als die Elytren. Die Elytren besitzen deutliche Rippen und eine Punktierung aus feinen Gruben auf der Oberseite. Die Oberschenkel (Femora) der Beine sind verdickt.
Die Larven sind gelblich-weiß und beinlos.

## Vorkommen
Der Käfer kommen in der Nearktis in weiten Teilen Nordamerikas vor. Er lebt vor allem in Nadelwaldgebieten und im Bereich von Holzeinschlägen.

## Lebensweise
Die Larven der Käfer entwickeln sich im Splintholz abgestorbener oder gefällter Nadelholzbäume wie Kiefern, Fichten oder Douglasfichten. Sie bevorzugen wahrscheinlich gefällte und nicht entrindete Baumstämme, die mindestens ein Jahr liegen. Die Weibchen legen ihre Eier in die Rinde abgestorbener oder gefällter Bäume, die Larven fressen sich durch die Rinde und ernähren sich vom Bast zwischen dem Stammholz und der Rinde, wo sie Gänge anlegen. Die Entwicklung dauert wahrscheinlich ein Jahr, die Verpuppung findet ebenfalls unter der Rinde statt, die Imagines schlüpfen im Mai bis Juli. Wie einige andere Bockkäfer produzieren die Tiere Aggregationspheromone, um Geschlechtspartner anzulocken. Für Männchen von Callidium antennatum hesperum wurde nachgewiesen, dass sie neben dem bereits für andere Bockkäfer identifizierten Pheromon 3-Hydroxyhexan-2-on als weitere Komponente 1-(1H-pyrrol-2-yl)-1,2-propandion produzieren. Vertreter beider Geschlechter der Art wurden von Mischungen der beiden Komponenten angelockt.

## Systematik
Callidium antennatum ist eine eigenständige Art in der Gattung Callidium, die aus über 30 Arten besteht und mit drei Arten auch in Europa vertreten ist. Sie wurde von dem amerikanischen Entomologen Edward Newman im Jahr 1838 wissenschaftlich erstbeschrieben. Innerhalb der Art werden zwei Unterarten unterschieden, von denen die Nominatform C. a. antennatum im Osten Nordamerikas und die Unterart C. a. hesperum im Westen vorkommt.
Die Gattung Callidium (von altgr. κάλλος kállos, Schönheit und ίδιος ídios, eigen) wurde 1775 von Fabricius anhand des Baus der Mundwerkzeuge aufgestellt. Im Deutschen wird der Gattungsname gewöhnlich mit Scheibenbock bezeichnet. Der Artname „antennatum“ bezieht sich auf die Antenne der Tiere.

## Belege
1. 1 2 3 4  Margery Milne, Susan Rayfield: The Audubon Society field guide to North American insects and spiders. New York 1980, ISBN 0-394-50763-0, S. 590–591.
2. ↑  Callidium antennatum auf gbif.org; abgerufen am 26. April 2021.
3. ↑  Jocelyn G. Millar, Austin B. Richards, Sean Halloran, Yunfan Zou, Elizabeth A. Boyd: Pheromone identification by proxy: identification of aggregation-sex pheromones of North American cerambycid beetles as a strategy to identify pheromones of invasive Asian congeners. In: Journal of Pest Science. Band 92, Nr. 1, 1. Januar 2019, ISSN 1612-4766, S. 213–220, doi:10.1007/s10340-018-0962-4.
4. ↑  Callidium bei BioLib
5. ↑  Callidium bei Fauna Europaea. Abgerufen am 19. Februar 2013
6. ↑  Callidium antennatum auf bugguide.net; abgerufen am 26. April 2021.
7. ↑  Sigmund Schenkling: Erklärung der wissenschaftlichen Käfernamen (Gattung)
8. ↑  Io.Christ. Fabricius: Systema Entomologiae Flensburg, Leipzig 1775 Erstbeschreibung der Gattung S. 223:187 50.
9. ↑  Sigmund Schenkling: Erklärung der wissenschaftlichen Käfernamen (Art)